# Carpelimus scrobiger
Carpelimus scrobiger är en skalbaggsart som först beskrevs av Cameron 1923.  Carpelimus scrobiger ingår i släktet Carpelimus och familjen kortvingar. Inga underarter finns listade i Catalogue of Life.